# Реформация в Шотландии
Одним из первых реформаторов в Шотландии был Патрик Гамильтон, обучавшийся в Виттенберге у Мартина Лютера. После возвращения на родину в конце 1527 года он начал проповедовать в лютеранском духе, но его миссия была короткой — в 1528 году он был арестован и сожжён. Другим проповедником протестантских идей был Джордж Уишарт, посетивший в 1539—1540 годах Германию и Швейцарию. После возвращения в Шотландию в 1544 году он проповедовал уже кальвинистские взгляды, разъезжая по всей Шотландии с запада на восток. Однако и он был арестован и сожжён в 1546 году.

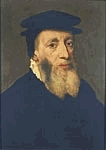
Джон Нокс

Подлинным реформатором Шотландии явился сподвижник Уишарта Джон Нокс. Уже в 1536 году он начал обращаться к протестантским доктринам, пользуясь поддержкой английских властей. Король Англии Эдуард VI предложил ему стать епископом, но Нокс удовольствовался должностью королевского капеллана. После того, как на трон взошла Мария I Тюдор, Нокс бежал в Европу, где долгое время жил в Женеве, центре кальвинизма. Однако периодически ему удавалось бывать в Шотландии, где ему удалось привлечь к Реформации многих дворян и горожан страны.
В 1557 году представители шотландского дворянства, которым не нравилось влияние Франции на Шотландию, заключили в Эдинбурге союз, целью которого было распространение Реформации в стране. После заключения этого союза 2 мая 1559 года Нокс вернулся в Шотландию, где начал с новыми силами проповедовать кальвинистские взгляды. 
11 мая 1559 года проповедь Джона Нокса в церкви святого Иоанна в Перте против католического идолопоклонства и незаконности правления регента Шотландии Марии де Гиз вызвала восстание горожан, которое быстро перекинулось на другие области Шотландии. По инициативе Нокса восставшие обратились за военной помощью к Англии, в результате чего в страну были введены английские войска, а реформаторы получили финансовую поддержку от Елизаветы I. Эдинбургский мирный договор окончательно развязал руки сторонникам Нокса.
В 1560 году был созван Шотландский парламент, во главе которого стал Нокс. Католицизм был объявлен вне закона в Шотландии. Ноксом и еще пятью Джонами менее чем за неделю был выработан документ, названный «Шотландским исповеданием веры», который был кальвинистским по сути. Были созданы пресвитерии, синоды и национальная ассамблея с системой представительного управления Церковью по типу того, как Церковь была организована в Швейцарии. Примечательно, что в результате Реформации в Шотландии было отменено Рождество
Однако в 1561 году в Шотландию после смерти мужа вернулась Мария Стюарт, ревностная католичка. Весь период её правления явился временем противостоянием между католической королевой и протестантским парламентом. В 1567 году парламент вынудил королеву отречься от престола. Победа реформаторов была очевидной.
В 1572 году были предприняты попытки создать епископальное управление Церковью, что встретило яростное сопротивление со стороны пресвитериан. Во главе движения кальвинистов встал Эндрю Мелвилл, глава университета Сент-Эндрю. В 1581 году пресвитерии были восстановлены. В 1592 году, несмотря на оппозицию Якова VI, кальвинизм в форме пресвитерианства стал государственной религией Шотландии, сохраняющей свой статус по настоящее время. Так была создана Церковь Шотландии. Шотландские протестанты долгое время отказывались праздновать Рождество и преклонять колени перед причастием (Пять пертских статей). 
Попытка введения епископального управления натолкнулась на сопротивление шотландских пресвитериан и вылилась в Епископские войны.